# Бородич, Сергей Владимирович
Сергей Владимирович Бородич (1914—1996) — российский учёный в области радиорелейной и спутниковой связи, лауреат Государственной премии СССР (1973).

## Биография
Родился 27 июля 1914 года в селе Подушкино Звенигородского уезда Московской губернии в семье учителей.
После обучения на электротехнических курсах в 1932-1934 гг. работал техником-электриком во Всесоюзном электротехническом институте (ВЭИ).
Окончил МИИС (1940, с отличием, инженер радиосвязи). Работал в антенной лаборатории Центрального научно-исследовательского института связи (ЦНИИС).
В 1941—1945 служил в РККА, участник войны, командир радиовзвода, помощник командира стрелковой дивизии по радиосвязи. Награждён двумя орденами Отечественной войны (II степени — 1943; I степени — 1944) и медалью «За победу над Германией» (1946).
В 1945—1951 гг. старший инженер лаборатории УКВ ЦНИИС. В 1951 г. защитил кандидатскую диссертацию.
С 1951 г. работал в НИИ-100 (НИИ радио, НИИР): зав. лабораторией (1951—1958), начальник отдела радиорелейной связи (1958—1973), первый зам. начальника НИИР по науке (1968—1987), с 1988 научный сотрудник.
Под его руководством разработан ряд модификаций РРЛ. Руководил созданием аппаратуры земных станций спутниковой системы связи на линии Москва-Владивосток через ИСЗ «Молния-1». Возглавлял разработку аппаратуры для системы спутниковой связи «Интерспутник».
Доктор технических наук (1967), тема диссертации «Анализ и методы расчета переходных помех и линейных искажений в многоканальных радиорелейных системах с частотным уплотнением и частотной модуляцией». Профессор.
Автор более 40 публикаций, в том числе пособия для техникумов связи и справочников по радиорелейной связи.
Книги:
- Радиорелейная связь [Текст] : [учебник для техникумов связи] / С. В. Бородич, В. П. Минашин, А. В. Соколов. - Москва : Связьиздат, 1960. - 435 с. : ил.; 23 см.
- Искажения и помехи в многоканалных системах радиосвязи с частотной модуляцией [Текст] / С.В. Бородич. - Москва : Связь, 1976. - 256 с. : граф.; 22 см.
- ЭМС наземных и космических радиослужб : Критерии, условия и расчет / С. В. Бородич. - М. : Радио и связь, 1990. - 272 с. : ил.; 22 см.; ISBN 5-256-00711-4 (В пер.) : 3 р. 30 к.
- Многоканальные радиорелейные линии связи [Текст]. - Москва : Связьиздат, 1953. - 48 с. : черт.; 22 см. - (Лекции по технике связи / М-во связи СССР. Техн. упр.).
- Спутниковая связь. Телевидение [Текст] : [Сб. статей] / Отв. ред. д. т. н., проф. С.В. Бородич. - Москва : Гос. НИИ радио, 1979. - 115 с. : ил.; 24 см. - (Труды НИИР / Гос. НИИ радио; № 1).

Лауреат Государственной премии СССР (1973) - за создание измерительного комплекса для систем спутниковой связи на корабле «Космонавт Юрий Гагарин». Заслуженный деятель науки и техники РСФСР (1981). Почётный радист (1953). Мастер связи (1955). Награждён орденами «Знак Почёта» (1966), Трудового Красного Знамени (1978), медалью «За трудовую доблесть» (1954), золотой медалью ВДНХ (1972), венгерским Орденом Труда Золотой Степени (1969).
Умер 8 февраля 1996 года.